# Дания на «Евровидении-1958»
Дания принимала участие на «Евровидении 1958», проходившем в Хилверсюме, Нидерланды, 12 марта 1958 года. На конкурсе её представляла Ракель Растенни с песней «Jeg rev et blad ud af min dagbog», выступившая шестой. В этом году страна заняла восьмое место, получив 3 балла. Комментатором конкурса от Дании стал Гуннар Хансен (Statsradiofonien TV), также он выступил в роли глашатая.
Растенни выступила в сопровождении оркестра под руководством Кая Мортенсена.

## Национальный отбор[6]
16 февраля 1958 года состоялся финал Dansk Melodi Grand Prix 1958. Конкурс проходил в Radiohouse, в Копенгагене.
В коллегию жюри вошло 10 человек. По результатам конкурса, был объявлен только победитель, которой стала Ракель Растенни с песней «Jeg rev et blad ud af min dagbog». В отборе также принимал участие дуэт Бирте Вильке и Густав Винклер, участники «Евровидения-1957».
|   | Исполнитель                   | Песня                              | Место |
| - | ----------------------------- | ---------------------------------- | ----- |
| 1 | Ракель Растенни               | «Jeg rev et blad ud af min dagbog» | 1-е   |
| 2 | Ракель Растенни               | «Refræn»                           | ?     |
| 3 | Бирте Вильке и Густав Винклер | «For altid»                        | ?     |
| 4 | Preben Uglebjerg              | «Evas lille sang»                  | ?     |
| 5 | Bent Weidich                  | «Nanina»                           | ?     |
| 6 | Preben Neergaard              | «Mit gamle hakkebræt»              | ?     |

## Страны, отдавшие баллы Дании
Жюри каждой страны из десяти человек распределяло 10 баллов между понравившимися песнями
| Отдали Дании…             |
| 1 балл                    |
| ------------------------- |
| Нидерланды Франция Швеция |

## Страны, получившие баллы от Дании
| 9 баллов | Франция |
| 1 балл   | Бельгия |